# Кумиксу
Кумиксу (рос. Кумыксу) — річка в Росії, протікає в Ельбруському районі Кабардино-Балкарської Республіки. Довжина річки становить 3,8 км, площа водозбірного басейну 24,3 км².
Починається при злитті річок Чатбаші и Тирниауз, тече на схід. Гирло річки лежить за 124 км по лівому березі річки Баксан у місті Тирниауз. На правому березі річки розташований Тирниаузький гірничо-збагачувальний комбінат.

## Дані водного реєстру
За даними державного водного реєстру Росії відноситься до Західно-Каспійського басейновим округу, водогосподарський ділянка річки Баксан, без річки Черек. Річковий басейн річки — річки басейну Каспійського моря межиріччя Терека і Волги.
Код об'єкта в державному водному реєстрі — 07020000712108200004543.